# スラン (小説)
『スラン』（英語: Slan）は、A・E・ヴァン・ヴォークトが1940年に発表したSF小説で、ミュータントをテーマとした古典的な作品とされる。
『アスタウンディング』誌の1940年9月号から4回にわたり連載された。当時の読者による人気投票では、投票した人全員が1位に推薦するという同誌初の完全得票を達成した。物語の中のスランは、人類よりも優れた知力と体力、読心能力をもつ新人類のことで、額に触毛があり心臓が二つあるといった違いがあり、過去のスラン戦争により人類から迫害されている。当時のSFファンは、そのように普通人から迫害されるスランに感情移入したものと思われ、「ファンはスランだ！」というキャッチフレーズまで作られた。
1946年にアーカム・ハウスから単行本が出版された。日本では1956年に元々社の『最新科学小説全集 第12 新しい人類スラン』として尾浜惣一の訳で刊行された。その後、1968年に早川書房から刊行された『世界SF全集 第17巻』に浅倉久志の訳で『スラン』が収録され、1977年にハヤカワ文庫から刊行された。
2016年にカンザスシティでおこなわれた第74回世界SF大会のMidAmeriCon IIで、『スラン』がレトロ・ヒューゴー賞の1941年度のBest Novelに選ばれた。

## 書誌情報（日本語訳）
- ヴアン・ヴォーグト『最新科学小説全集 第12 新しい人類スラン』尾浜惣一訳、元々社、1956年、国立国会図書館書誌ID:000000958079
- 『世界SF全集 第17巻 ヴォクト「スラン」「宇宙船ビーグル号」』浅倉久志訳、早川書房、1968年、国立国会図書館書誌ID:000001254820
- A・E・ヴァン・ヴォクト『スラン』浅倉久志訳・解説、カバー：加藤直之、早川書房〈ハヤカワ文庫〉、1977年4月、ISBN 4150102341[7]